# Olivier Lancelot
Olivier Lancelot (* um 1970; † 20. oder 21. Januar 2018) war ein französischer Jazzpianist.

## Leben und Wirken
Olivier Lancelot arbeitete seit 1989 in der Pariser Jazzszene, u. a. mit der Gilbert Leroux Washboard Group, mit der erste Aufnahmen entstanden, und 1994 bis 1999 in der Formation Paris Washboard (u. a. mit Louis Mazetier und Alain Marquet). 1999 gründete er das Trio Lancelot et ses Chevaliers, mit dem er ein Album vorlegte. Er spielte Stride-Piano und trat in Pariser Clubs wie Trois Maillets au Petit Journal-Montparnasse, Le Caveau de la Huchette und Le Duc des Lombards auf, wo er auch mit Dan Levinson spielte. Aufnahmen entstanden weiterhin mit  Swing Feeling & Screamin’ Jay Hawkins (1995), Maxim Saury, Jacky Milliet (Good Bye Old Friend, 2008), Billy Collins’ Swingin’ Paris (The Reet Suite) und Eric Luter (Ze French Project, 2015).
Lancelot trat außerdem auf internationalen Jazzfestivals auf; 2008 gastierte er im Duo mit Dan Levinson im New Yorker Jazzclub Smalls. 2013 spielte er im Trio mit Philippe de Preissac und Lionel Grivet. Im Duo mit der Sängerin Elisabeth Keledjian  entstand 2013 das Album A la dérive. Im Bereich des Jazz listet Tom Lord zwischen 1995 und 2015 elf Aufnahmesessions, an denen Lancelot beteiligt war.
Lancelot starb am dritten Januar-Wochenende 2018 an den Folgen eines Verkehrsunfalls.

## Diskographische Hinweise
- Olivier Lancelot/Didier Desbois/Stephen Seva: Lancelot et ses Chevaliers (Djaz, 1999)